# Peersia macradenia
Peersia macradenia är en isörtsväxtart som först beskrevs av L. Bol., och fick sitt nu gällande namn av L. Bol. Peersia macradenia ingår i släktet Peersia och familjen isörtsväxter. Inga underarter finns listade i Catalogue of Life.